# Doença cerebrovascular

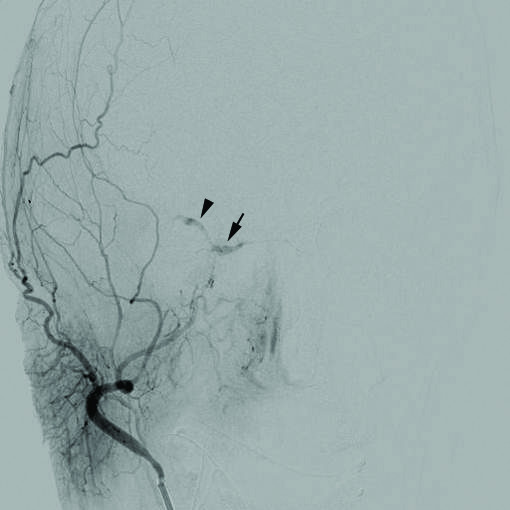
Uma angiografia cerebral de uma fístula carotídeo-cavernosa.

As doenças cerebrovasculares são um grupo de disfunções cerebrais relacionadas com a doença dos vasos sanguíneos que fornecem sangue ao cérebro. A hipertensão arterial é a causa mais importante que pode causar danos ao revestimento dos vasos sanguíneos ( o endotélio) expondo o colágeno onde as plaquetas se juntam para dar início a um processo de reparação que nem sempre é completo e perfeito. Com a hipertensão permanente, as alterações à estrutura dos vasos sanguíneos deixando-os mais estreitos, rígidos, deformados e desiguais, sendo mais vulneráveis às flutuações da pressão arterial. Uma queda na pressão arterial durante o sono pode levar à redução acentuada do fluxo sanguíneo no estreitamento dos vasos sanguíneos, causando um acidente vascular cerebral de manhã, com um aumento súbito da pressão arterial, podendo para além disso provocar uma hemorragia intracraniana. Principalmente as pessoas que são idosas, diabéticas, fumantes ou que tenham doenças do coração têm um risco à doença cerebrovascular. Todas as doenças relacionadas com a disfunção arterial podem ser classificadas como doença macrovascular. Este é um estudo simplista pelo qual as artérias estão bloqueadas pelos depósitos gordos ou por um coágulo. Os resultados da doença cerebrovascular pode incluir um AVC, ou mesmo por vezes um acidente vascular cerebral hemorrágico. Isquemia ou outras disfunções dos vasos sanguíneos podem afectar durante um acidente vascular cerebral.